# Морицбург (Галле)
Морицбург (нем. Moritzburg) — укреплённый дворец в городе Галле, служивший резиденцией архиепископов Магдебурга. Возведённый в готическом стиле дворец является важным объектом архитектурного наследия города. С XIX века крепость является музеем. После постройки северного и западного крыльев в 2005—2008 годах и расширения выставочных площадей дворец открылся вновь как художественный музей.

## История возникновения

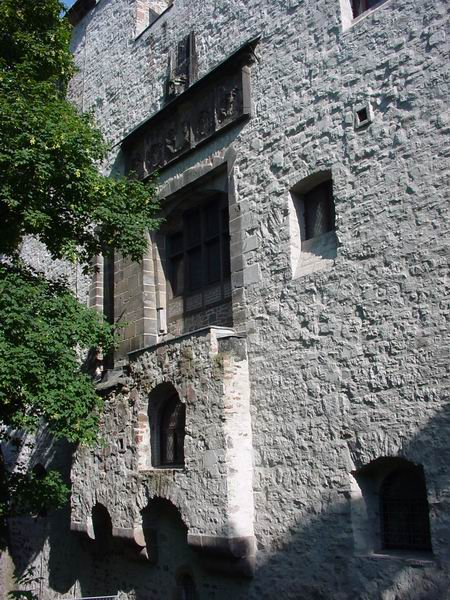
Морицбург, Старые ворота на северной стороне

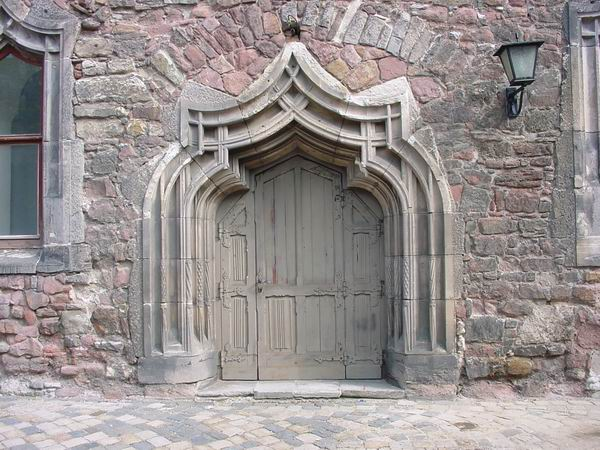
Морицбург, дверь в северном крыле

История Морицбурга тесно связана с историей города Галле. К XIII столетию аристократы, владевшие производством соли, снизили зависимость города от магдебургских архиепископов путём покупки привилегий. В 1263 году Галле добился практически полной политической автономии.
В XV веке развивавшиеся ремесленные союзы превратились в политическую оппозицию, стремившуюся получить место в городском совете, где в те времена господствовали патриции. Оппозиция объединилась с землевладельцами и в 1479 году открыла городские ворота для вооружённых сторонников архиепископа. После краткого противостояния 14-летний архиепископ Эрнст II Саксонский переехал в Галле. Упразднение свобод города закреплено собравшимся в 1479 году ландтагом. Резолюция гласила: … возвести у или в Галле крепость для удержания города в повиновении, покорности и спокойствии.

## История строительства
Строительство началось незамедлительно. В апреле 1479 года были проведены первые измерительные работы. Поиск подходящего места затруднялся плохой геологической структурой почв. Единственным возможным расположением была часть городской стены на территории бывшего еврейского кладбища в северо-западной части города. В праздничной церемонии заложения первого камня 25 мая 1484 года принял участие лично архиепископ Эрнст. Его новая резиденция была названа в честь покровителя города святого Маврикия — Морицбург.
В Морицбурге просматриваются формы поздней готики. Однако правильный поэтажный план, единый уровень первого этажа и представительский вид подчёркнуто горизонтального фасада свидетельствуют о постройке Нового времени. Морицбург соединяет понятия крепости и дворца: он объединяет жильё представительского уровня и защитное сооружение.
Первоначально строительством руководил выходец из Восточной Пруссии Петер Ханшке. Андреас Гюнтер, главный архитектор епархий Майнца и Магдебурга, в 1533 году укрепил и расширил валы, шанцы и бастионы на восточной стороне. Автором чертёжа капеллы Магдалены являлся Ульрих фон Смедеберг.
25 мая 1503 года архиепископ Эрнст въехал в это внушительное сооружение. Свою «Arx insuperabilis» (непреодолимую крепость) он финансировал преимущественно за счёт доходов от продажи соли. Как было объявлено Эрнстом на ландтаге 1507 года, строительство обошлось в более чем 150 тысяч гульденов.

## Замок

### Общее описание
Горизонтальная проекция здания образует практически правильный четырёхугольник со сторонами длиной около 72 и 85 м. В качестве строительного материала использовался преимущественно камень из карьеров. Перед южной, восточной и северной сторонами крепости располагается в своё время топкий ров шириной 20-25 м и глубиной 10 м. Западная сторона защищена эшелонированной системой стен, ведущей к реке Зале. Перед северной стороной находится вал, насыпанный в 1536-38 годах.
Внутренний двор, достаточно большой для проведения празднеств, шествий или рыцарских турниров, насыпан на уровне городских улиц.

#### Западное крыло

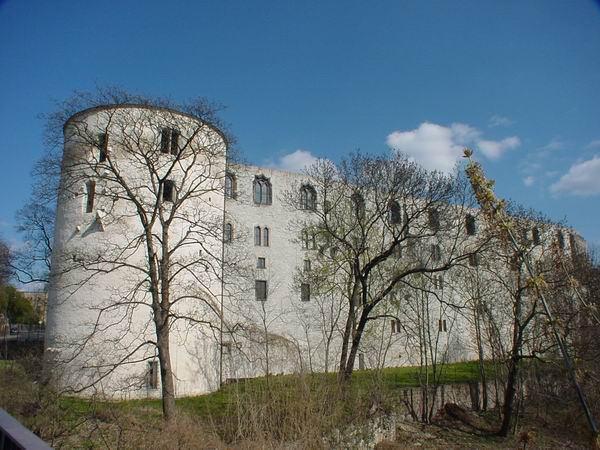
Морицбург, западные руины

Западное крыло является основной и смотровой частью крепости. Кладовые верхних полуподвальных этажей сегодня используются для проведения различных выставок. По всей видимости, там располагался гарнизон. Выше располагались два этажа, в наши дни почти ставшие руинами: епископские парадные и официальные комнаты. В северной части находились жилые комнаты фюрстов и епископская библиотека. Исключительно примечательна частично сохранившаяся лестничная клетка в середине фасада двора. Дело в том, что она является одной из первых лестниц в немецкоговорящем мире, расположенной непосредственно внутри здания, а не как внешняя пристройка.

#### Северное крыло
В северном крыле крепости изначально располагался главный вход, который сегодня можно узнать по гербовому фризу. Этот вход был закрыт и замурован в 1616. Над подвальными этажами располагаются два этажа, где располагалась канцелярия для чиновников и архив. По случаю двухсотлетия Галльского университета в 1894 году были построены фехтовальный и спортивный залы, которые использовались для занятий физкультурой до 1990 года. Подле жилых зданий находилась капелла - пожалуй, самая сложная строительная задача в Морицбурге. Её возведение началось в 1505 году, уже после переезда архиепископа, а в 1509 году она была посвящена Марии Магдалене.

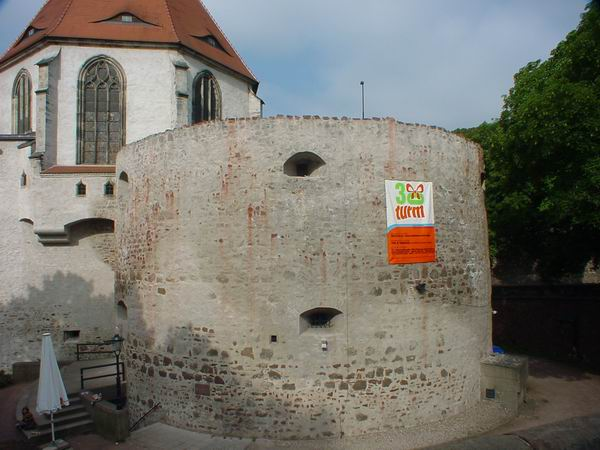
Морицбург, Северо-восточная башня, студенческий клуб «Турм»

#### Восточная сторона
В середине восточной стороны замка находится башня над воротами, ведущими в город. Она была жилой башней с капеллой на нижнем этаже. Чтобы избежать прямого обстрела устройства ворот, въезд был построен в слегка искривлённой форме. В 1777 году для прусского гарнизона в северной части было возведено барочное здание, названное «лазарет» по своей функции. Оно было построено на фундаменте старой крепостной стены. В 1913 году юго-восточный бастион был перестроен как музей. В северо-восточной башне сегодня находится студенческий клуб «Турм», организованный в 1972 году к десятому всемирному фестивалю молодёжи в Берлине как инициатива ССНМ.

### Южная сторона
Южная сторона не сохранилась в оригинальном виде. Здесь находились хозяйственные постройки, кухня, а, кроме того, квартира командира крепости и стратегические колодцы. Предполагается, что здесь могли располагаться конюшни. В высоком подвале под внутренним двором был оборудован архиепископский монетный двор. На фундаменте фахверковой хозяйственной постройки в 1901—1904 годах был восстановлен «Тальамт» Халоров. Новое здание включило в себя две роскошные залы - судебное помещение и праздничную залу. Тальамт был изначально построен в 1594—1607 годах и служил резиденцией соляных графов, суда, а также гильдии Халоров. Он располагался на Хальмаркте и был снесён в 1881 году при расширении улицы.